# Исаак ибн Йашуш
Исаак Абу-Ибрагим ибн-Йашуш, или Ибн-Иасос, также именуемый Ицхаки (982—1057/1058, Толедо) , — испанский грамматик эпохи Аль-Андалуса, которого Штейншнейдер отождествляет с врачом Исааком ибн-Катаром или, как Моисей ибн-Эзра читает это имя, Исааком ибн-Сактаром, — врачом Мувавака Муджагида аль-Амири и его сына Икбала ад-Даула, правителей Дении.
Ибн-Йашуш был прекрасным знатоком логики, еврейской грамматики и богословия и был знаком с учениями философов. Моисей ибн-Эзра называет его и Абульвалида «двумя шейхами еврейской грамматики».

## Труды
- Исследование «Sefer ha-Zerufim», o склонении[2]. Оно известно лишь из ссылок на него Авраама ибн-Эзры, который в своём библейском комментарии часто осуждает автора за его смелую историческую критику и библейскую экзегетику. Так, например[2]:
  - автор полагал, что Быт. 36, где приведена генеалогия иудумейских царей (эдомитских), было написано не ранее правления царя Иосафата (евр. Иегошафат).
  - автор отождествлял[2]:
    - Гадада («Гадад, сын Бедадов», Быт. 36:35) — с «Гададом эдомитянином» («Адер Идумеянин», 3Цар. 11:14),
    - «Мегетавеель, дочь Матреды, сына Мезагава» (евр. Мегетабель; Быт. 36:39) — с «сестрой царицы Тахпенесы» (3Цар. 11:19),
    - Иовава[англ.] (евр. Иоаб бен-Царуа; Быт. 36:33) — с Иовом,
    - пророка Осию (евр. Гошея бен-Беери) — с царём Осией (евр. Гошея бен-Эла), последним израильским царём.

Подобные утверждения, по-видимому заимствованные у Моисея ибн-Джикатиллы, заставили ибн-Эзру заявить, что труд ибн-Йашуша должен был бы подвергнуться сожжению, как книга «болтуна» (евр. mahbil).
Быть может, Ибн-Йашуш именно тот «mahbil», с которым вступил в полемику Ибн-Эзра по причине желания Ибн-Йашуша изменить свыше 200 библейских выражений и выдержек из текста. Такой системы изменения текста поначалу придержался и Абульвалид ибн-Джанах.